# Vọng An
Vọng An (tiếng Trung: 望安鄉; bính âm: Wàng'ān Xiāng; Bạch thoại tự: Bāng-oaⁿ-hiong) là một hương (xã) thuộc huyện Bành Hồ, Đài Loan. Đây là hương nhỏ thứ nhì của huyện Bành Hồ, gồm có 19 đảo, trong đó có 6 đảo có người ở. Đảo chính là đảo Vọng An, xưa còn gọi là Bát Tráo (八罩).

## Lịch sử
Đảo Vọng An ban đầu gọi là đảo Bát Trạo (八罩島), bởi vì khi xưa Trịnh Thành Công đến đảo Thất Mỹ, ông từ một nơi cao nhìn xa thấy đảo Bát Trạo, và vì vùng biển trong xanh và yên tĩnh, anh ấy cảm thấy an tâm khi nhìn vào đó nên đảo được đổi tên thành Vọng An, còn được gọi là Võng Am và Võng Am Áo. Trong những năm gần đây, nó được khách du lịch gọi là "đảo mật nguyệt". Hầu hết sinh kế của cư dân phụ thuộc vào đánh bắt cá, được bổ sung bằng nông nghiệp. Trong những năm gần đây, nguồn lợi thủy sản biển ngày một cạn kiệt, dẫn đến tình trạng người dân di cư ra khỏi đảo ngày càng nghiêm trọng. Đảo Vọng An có nhiều sản vật như văn thạch, san hô, bào ngư chín lỗ, nhím biển, tảo biển, rong biển và tiểu quản.

## Địa lý

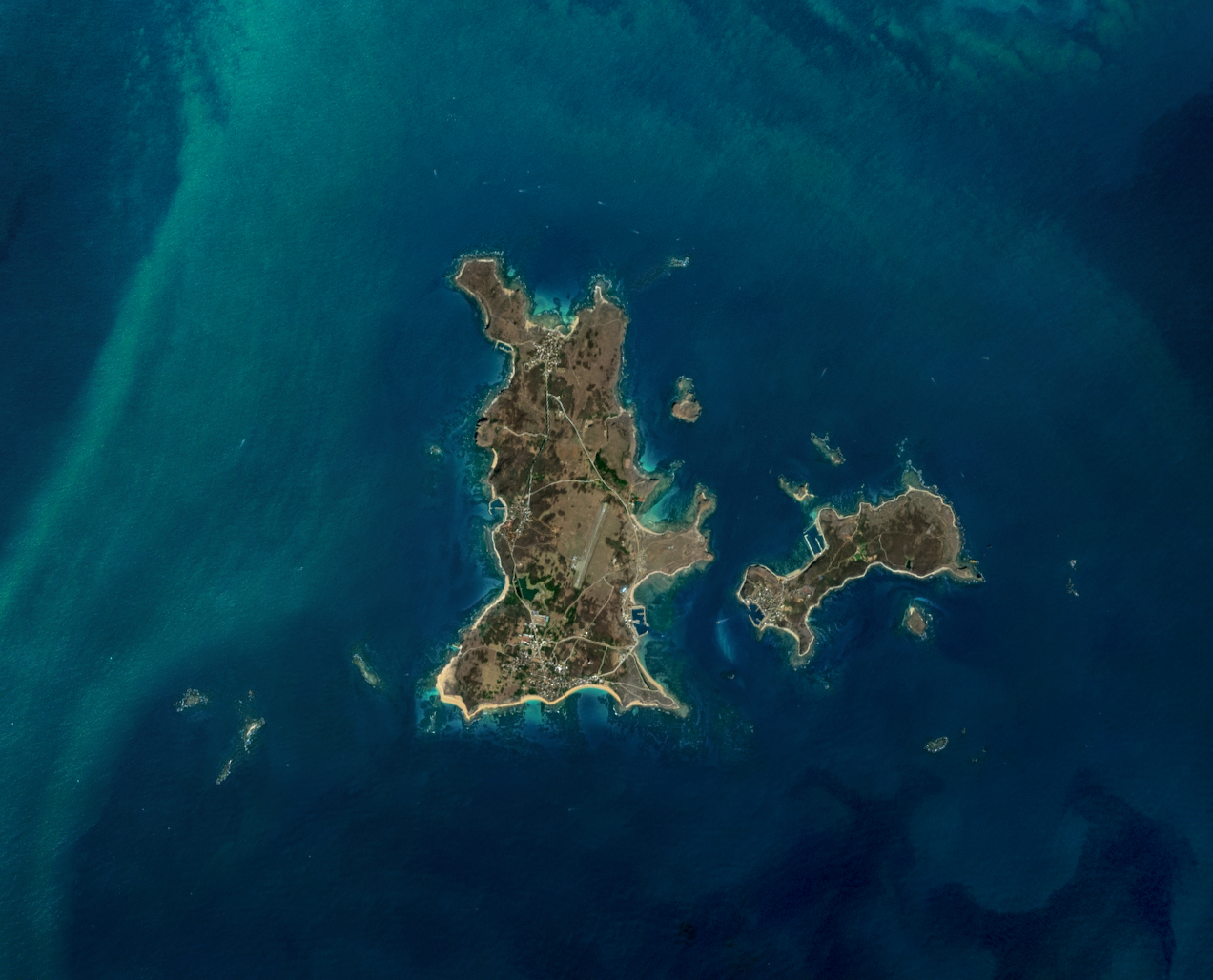
Ảnh vệ tinh đảo Vọng An (trái) và đảo Tướng Quân Áo (phải).

Hương nằm ở vùng biển nam của quần đảo Bành Hồ. Các đảo thuộc quần đảo gồm có:
- Đảo Vọng An (望安島; Wàngān Dǎo, Bāng-an-tó)
- Đảo Tướng Quân Áo (將軍澳嶼; Jiàngjūnào Yǔ, Tsiong-kun-ò-sū)
- Đảo Hoa (花嶼; Huā Yǔ, Hue-sū)
- Đảo Miêu (貓嶼; Māo Yǔ, Niau-sū)
- Đảo Thảo (草嶼; Cǎo Yǔ, Tsháu-sū)
- Nam Ôn (南塭/南𥔋;[9] Nán Wēn, Lâm-ùn)
- Đảo Mã An Sơn (馬鞍山嶼; Mǎ'ānshān Yǔ, Bé-uann-suann-sū)
- Đá Thuyền Phàm (船帆礁; Chuánfān Jiāo, Tsûn-phâng-ta)
- Đầu Cân (頭巾; Tóu Jīn, Thâu-kun)
- Đảo Tây Dữ Bình (西嶼坪嶼; Xīyǔpíng Yǔ, Sai-sū-phiânn-sū)
- Đảo Đông Dữ Bình (東嶼坪嶼; Dōngyǔpíng Yǔ, Tang-sū-phiânn-sū)
- Đảo Tây Cát (西吉嶼; Xījí Yǔ, Sai-kiat-sū)
- Đảo Đông Cát (東吉嶼; Dōngjí Yǔ, Tong-kiat-sū)
- Đảo Sừ Đầu (鋤頭嶼; Chútóu Yǔ, Tû-thâu-sū).

Đảo chính Vọng An cách khoảng 8 hải lý từ đảo chính Bành Hồ, với diện tích khoảng 6,7413 km2. Đảo này bằng phẳng, với độ cao tối đa là 54 m. Bờ biển quanh co, gần đó có nhiều ám tiêu, có khoảng 40 đảo lớn nhỏ và đá ngầm. Phần phía bắc của đảo chính có độ cao lớn hơn phần phía nam. Đảo có các thềm biển xói lở dọc bờ biển.

## Hành chính

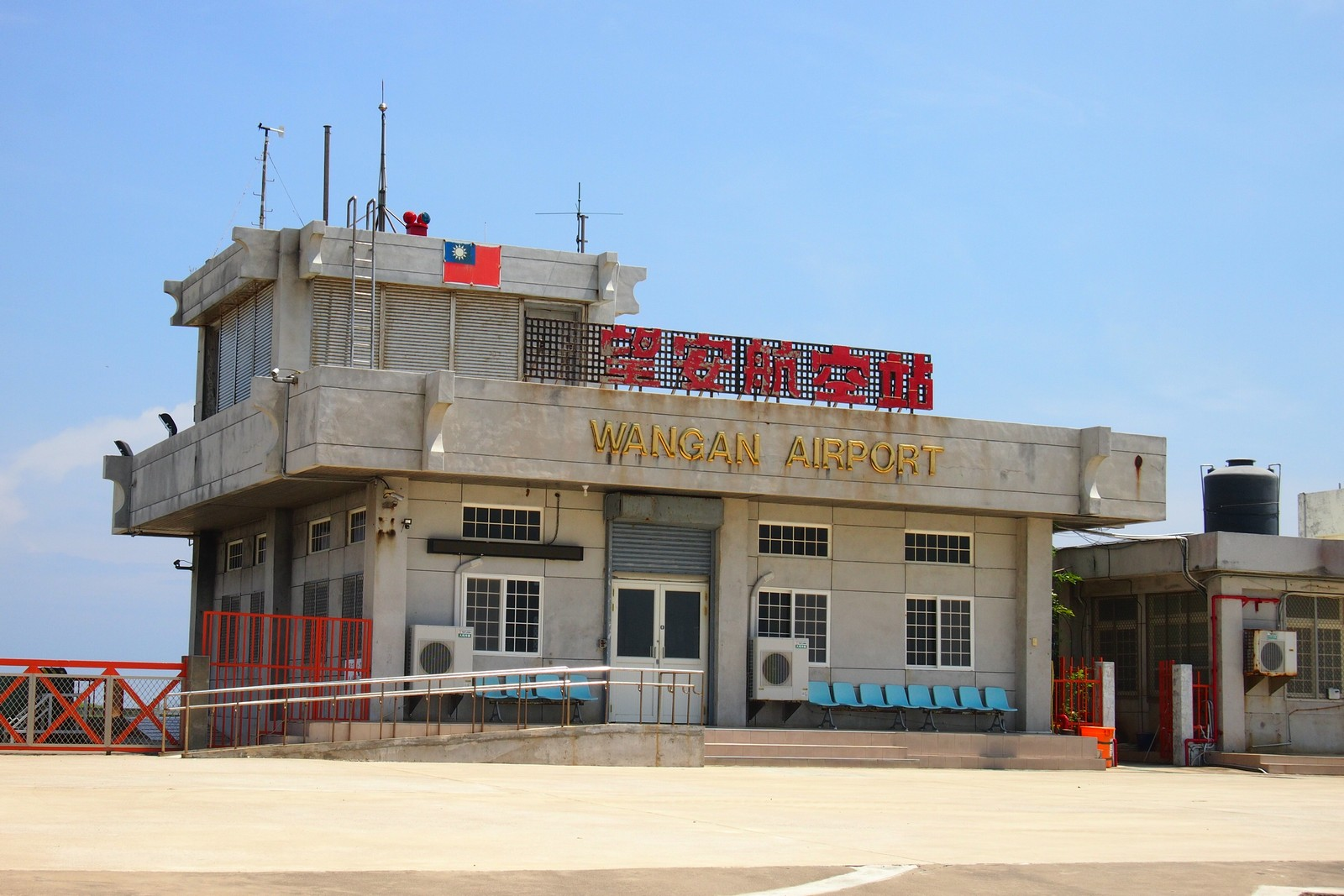
Sân bay Vọng An

Hương Vọng An có chín thôn trên sáu đảo có người ở, bốn thôn nằm trên đảo chính:
- Đông An (東安村, Dōngān Cūn)
- Tây An (西安村, Xī'ān Cūn)
- Trung Xã (中社村, Zhōngshè Cūn)
- Thủy An (水垵村, Shuǐǎn Cūn)
- Tướng Quân (將軍村, Jiàngjūn Cūn) trên đảo Tướng Quân Áo
- Đông Cát (東吉村, Dōngjí Cūn) trên đảo Đông Cát
- Đông Bình (東坪村, Dōngpíng Cūn) trên đảo Đông Dữ Bình
- Tây Bình (西坪村, Xīpíng Cūn) trên đảo Tây Dữ Bình
- Hoa Dữ (花嶼村, Huāyǔ Cūn) trên đảo Hoa

## Nhân khẩu
Theo thống kê đến cuối năm 2022, hương Vọng An có khoảng 2,1 nghìn hộ, với dân số khoảng 5,4 nghìn người, mật độ dân số là 395 người/km2, là khu hành chính thưa dân nhất toàn huyện. Các thôn có dân số đông dân nhất và ít dân nhất lần lượt là thôn Tướng Quân và thôn Tây Bình, đến cuối năm 2022 là 1.594 người và 257 người.

## Du lịch
Từ núi Thiên Thai, có thể ngắm nhìn đảo Vọng An từ trên cao, trên núi có tảng đá Tiên Tích nổi tiếng, thực chất là một tảng đá bazan có hình dạng giống như dấu chân người. Theo truyền thuyết khi Bát Tiên vượt biển, Lã Động Tân bỗng kêu đau bụng, tạm thời không tìm được chỗ đi vệ sinh nên phải bước lên núi Thiên Thai.
Nhà cổ Trung Xã ban đầu được gọi là hoa trạch 花宅, và phong cách kiến trúc của nó vẫn giữ những nét đặc trưng của cuối thời Thanh và đầu thời Dân Quốc. Các ngôi nhà thu hút các họa sĩ, nhiếp ảnh gia, giáo sư và sinh viên từ khoa Kiến trúc từ nhiều nơi trên thế giới đến đây để khảo sát và nghiên cứu.

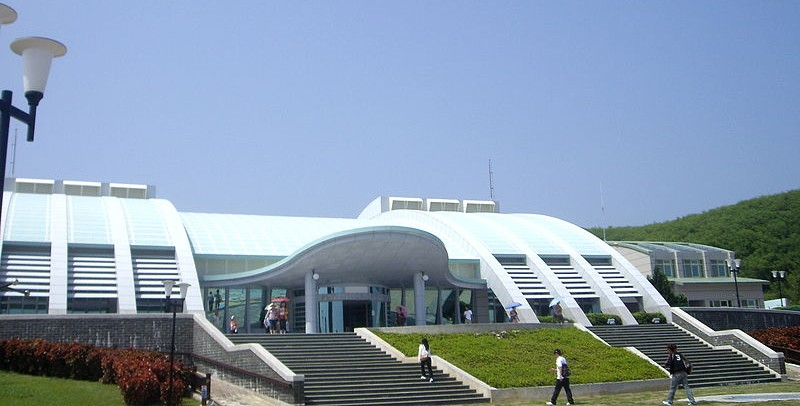
Trung tâm bảo tồn rùa biển xanh Vọng An

Đảo Vọng An là nơi sinh sản của rùa biển xanh, đảo này đã đặc biệt quy hoạch một số khu vực bảo vệ môi trường sống cho rùa biển xanh làm tổ và một trung tâm bảo tồn rùa biển xanh cũng đã được thành lập.
Hang Uyên Ương là một đồn quân sự quan trọng của quân đội Nhật Bản trong thời kỳ Nhật Bản chiếm đóng, nó được lên kế hoạch làm căn cứ tàu cao tốc vào thời điểm đó, nhưng đã không được thực hiện do quân đội Nhật Bản chiến bại. Hai hang động khổng lồ đã được đào thời đó vẫn còn lại đến nay.

## Giao thông
Giao thông đến và đi từ Vọng An bao gồm các tàu vận tải tư nhân Quang Chính Lục (hành khách và hàng hóa), Quang Chính 3 và Quang Chính 8 (tàu cao tốc chở khách). Trung bình mỗi ngày đều có thuyền qua lại Mã Công. Văn phòng quản lý tàu xe Bành Hồ có các tàu vận tải Nam Hải chi Tinh 1 và Hằng An 1, dừng tại Võng An trên đường đến và đi từ Mã Công và Thất Mỹ. Đối với giao thông hàng không, sân bay Vọng An có một chuyến bay trực tiếp giữa Cao Hùng và Vọng An với các máy bay nhỏ của Daily Air Corporation.